# Parque nacional de Kiskunság
El Parque Nacional Kiskunság (en húngaro, Kiskunsági Nemzeti Park) es un parque nacional ubicado principalmente en el condado de Bács-Kiskun, Hungría. Fue creado en el año 1975 y declarado reserva de la biosfera por la UNESCO. El parque abarca una superficie de 570 km² y cruza por la región de Pequeña Cumania (Kiskunság) de la Gran Llanura Húngara.

## Rasgos
No es un territorio singular, sino que comprende siete unidades dispersas, esparcidas por toda la zona. Una de estas es la puszta de Kiskunság donde se celebran anualmente eventos rememorando la antigua forma de vida pastoral y las costumbres de la cría de vacuno. Otra de ellas es el lago Kolon cerca de la ciudad de Izsák. Es famoso por sus tortugas de pantano, garzas, las extensiones de cañas intactas y nueve especies de las orquídeas que crecen en la vecindad. Un fenómeno interesante natural son las dunas de arena Fülöpháza. Se dice que se mueven bajo condiciones de viento favorables.

## Geografía
Los lagos alcalinos de la Pequeña Cumania se encuentran cerca de Fülöpszállás y Szabadszállás. Su flora y fauna únicas son de especial valor. Avocetas, gansos y zancos alados de color negro anidan en la zona. Los lagos proporcionan una casa temporal para las decenas de miles de pájaros migratorios. Es un paraíso para los ornitólogos. El lago Szelid, cerca de Kalocsa, el lago Vadkert por Soltvadkert, el lago Kunfehér y el lago Sós en Kiskunhalas son lugares ideales para bañarse y acampar. 
Hay muchos senderos turísticos dentro del parque nacional. El centro principal para los visitantes se encuentra en Kecskemét y tiene el nombre de "Casa de la Naturaleza".

## Áreas protegidas dentro del parque nacional
Dentro del parque nacional hay distintas áreas protegidas con otras calificaciones: áreas núcleo, áreas paisajísticas protegidas y reservas naturales.

#### Áreas núcleo del parque nacional

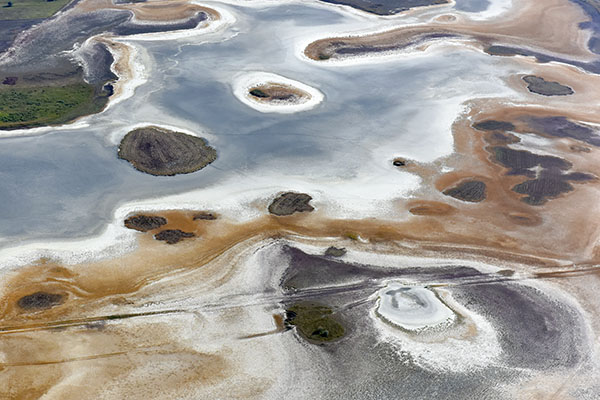
Uno de los lagos salinos de Kiskunság.

- Estepa del alto Kiskunság, 110,6 km2. Esta área es la segunda mayor estepa salina de la Gran llanura húngara, bien drenada, con una elevada evaporación y un alto contenido en sal. El paisaje está dominado por estepas alcalinas ricas en carbonato, praderas salinas, pastos y crestas formadas por depósitos de arena arrastrada por el viento. Entre las plantas destacan la asterácea Tripolium pannonicum subsp. tripolium, Lepidium crassifolium y Limonium gmelini, y entre los animales el escarabajo Dorcadion fulvum subsp. cervae, la canastera común, el cernícalo patirrojo y la avutarda común.[2]
- Lagos del alto Kiskunság, 39 km2. Son los restos de los lagos que se formaban antiguamente, cuando las crecidas del río Danubio dejaban a su retirada las zonas bajas convertidas en lagos. Después de largos procesos de desecamiento, las pocas zonas restantes forman lagunas salinas en las que abunda una fauna especializada, como los copépodos y diplostráceos que se alimentan de organismos unicelulares. En las zonas donde las aguas abiertas son más extensas hay numerosas aves acuáticas que han merecido uno de los primeros sitios Ramsar del país (Estepas alcalinas del alto Kiskunság, 131,8 km2, en 47°04'15"N 19°09'E, nº 1646) compartido con el área núcleo anterior.[3]
- Praderas de Peszéradacs, 57,57 km2. El territorio que conforma el parque nacional, en la llanura interfluvial entre los ríos Tisza y Danubio, que perteneció durante 200 años al ducado de Koháry-Coburg ha permanecido casi virgen como un extenso pastizal de cría de ganado hasta mediados del siglo XX. Amplias zonas se han cubierto de juncos, en otras prevalecen los prados con helechos de los pantanos, lirios amarillos y caléndula acuática, entre otras. Abundan los artrópodos y las mariposas, algunas raras como Phengaris teleius y Phengaris alcon. Hay reptiles, como la lagartija vivípara, la rara víbora de prado húngara y numerosas aves, como el cernícalo vulgar, el mochuelo europeo o la cigüeña negra.[4]
- Mikla-puszta, 62,41 km2
- Lago Kolon, 30,6 km2
- Dunas de Fülöpháza, 19,91 km2
- Praderas de Orgovány, 37,53 km2
- Bugac, 114,88 km2
- Szikra y el prado de Alpár, 10,38 km2

#### Áreas paisajísticas protegidas
- Mártély, 22,6 km2, en Mártély y Hódmezővásárhely, en la región de Tiszántúl, en la orilla izquierda de la llanura del río Tisza. La zona depende muchos del nivel del agua del río, con islas, humedales y pozos, con frecuentes inundaciones. Tras la regulación del río, la llanura fue reforestada y ya hay bosques de álamos y sauces de 80-100 años. Hay unas 245 especies de aves, de las que anidan unas 112. Es sitio Ramsar.[5]
- Pusztaszer, 221 km2, en Ópusztaszer y Sándorfalva. Orilla derecha de la llanura de inundación del río Tisza. Posee lagos, estanques, bosques y estepa salina y arenosa.[6]
- Körös-ér, 22 km2 en el borde meridional de la zona interfluvial Danubio-Tisza, es un mosaico de humedales, dunas y estepas arenosas, con bosques plantados y naturales. En la estepa crecen plantas como Colchicum arenarium, Crocus reticulatus, Stipa borysthenica, Dianthus diutinus y Dianthus serotinus. Merece especial atención el bosque memorial de Ásotthalom, dedicado a Ferenc Kiss, el padre del bosque de Szeged.[7]

#### Reservas naturales
Dentro del parque nacional hay 20 reservas naturales:

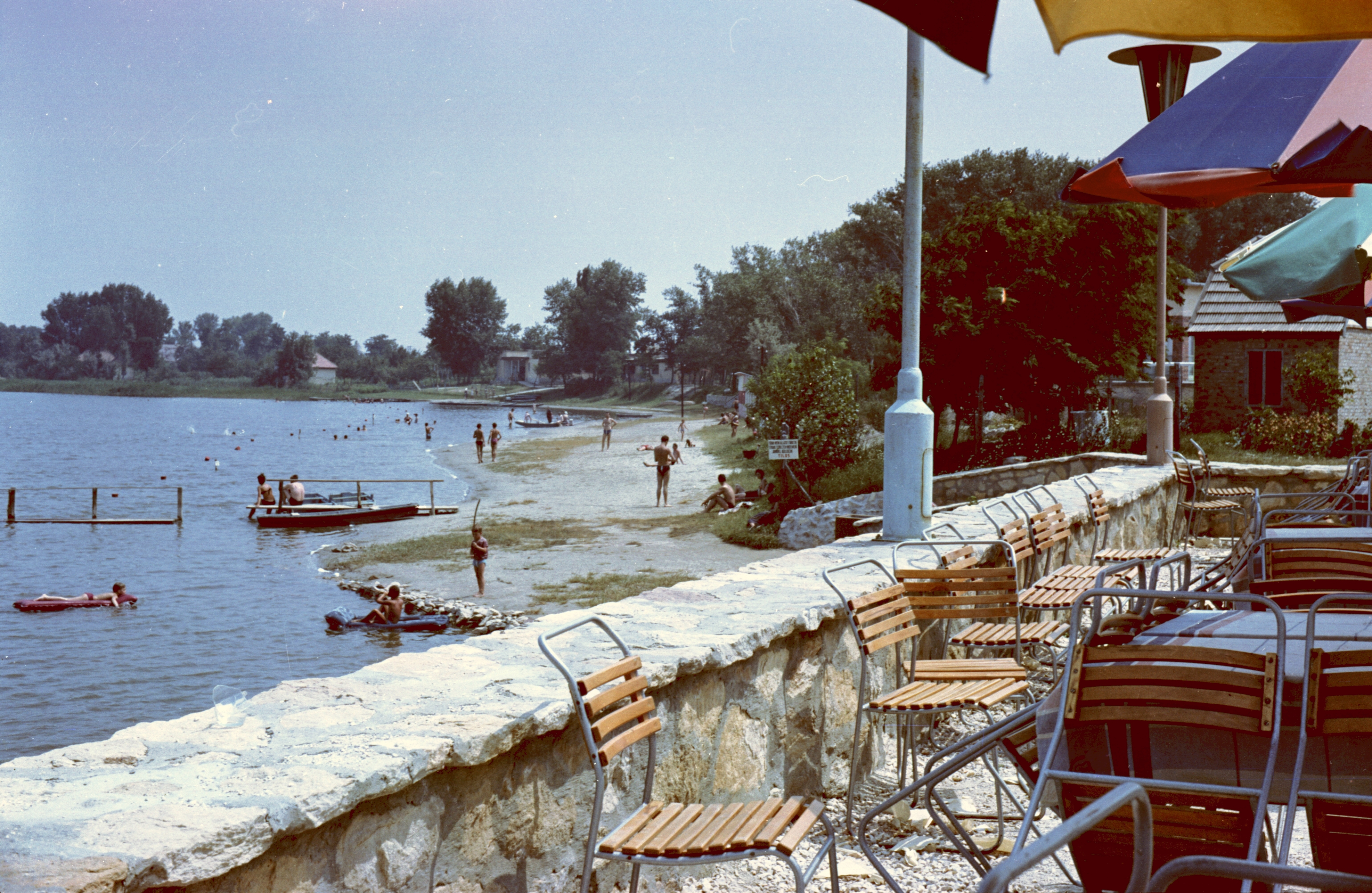
Lago Szelid

- Hábitat de la digital vellosa cerca de Bácsalmás, 4 ha en el alto Bačka, región de la llanura Panónica situada entre los ríos Danubio y Tisza, en cuyos prados abunda la Digitalis lanata, digital velluda o digital lanosa.[9]
- Reserva del espálaco de Baja, 114 ha, situada entre los ríos Danubio y Tisza, donde abunda el espálaco topo, especie endémica de los Cárpatos.
- Kónya-szék de Csongrád, 485 ha
- Ciénaga Roja de Császártöltés, 930 ha
- Sitio geológico de Csólyospálos, 1 ha
- Siete valles de Érsekhalma, 26 ha
- Estepas arenosas de Hajós, 188 ha
- Praderas de heno y bancos de loess de Hajós, 121 ha
- Bosque de Kalmár, 9 ha
- Dunas de Kéleshalom, 168 ha
- Ciénaga de Kiskőrös, 550 ha
- Ciénaga Fejeték de Kiskunhalas, 25 ha
- Bosque de helecho serpiente de cascabel de Kunfehértó, 120 ha
- Bosque Szalag de Kunpeszér, 156 ha
- Madarasi Marhajárás, 44 ha, en el alto Bačka, región de la llanura Panónica situada entre los ríos Danubio y Tisza. Es una pradera esteparia muy antigua de la Gran llanura húngara.[10]
- Lago Péteri, 781 ha. Viejo lago alcalino rodeado por bosques sobre suelo arenoso y estepa salina reconvertido en tres estanques unidos.[11]
- Pusztaszeri Fülöp-szék, 41 ha
- Monumento a los Siete Caudillos en Pusztaszer, 4 ha
- Dunas de Pirtó
- Lago Szelid, 360 ha. En la región del bajo Danubio, la llanura de Kalocsa posee algunos brazos muertos del río con forma de semicírculo, generalmente rellenados, pero uno de ellos contiene agua de forma permanente, el lago Szelid. Tiene 5 km de largo, de 150 a 200 de anchura y 3 a 4 m de profundidad, con una superficie de agua de 80 ha. En el lado sur hay una duna arbolada llamada colina del castillo, que es un importante sitio arqueológico, donde se han encontrado urnas y otros artefactos de hace tres mil años. El lago tiene una composición única con carbonato de sodio, sales de magnesio y yoduro de sodio hasta un 4 por ciento. Hay unas 29 especies de algas verdeazuladas.[12]

## Senderos interpretativos en el Parque nacional
Los senderos interpretativos están diseñados para que los visitantes aprendan sobre el entorno natural y cultural que los rodea. Tiene varios objetivos, como la educación ambiental, la recreación, la conexión con la naturaleza y el acceso a la información. En Kiskujag hay 27 senderos interpretativos.
- Apaj, sendero del pato (Duck Trail), 1000 m, desde Apaj
- Ágasegyháza, sauce ceniciento, 2300 m, desde Ágasegyháza
- Ásotthalom, Pradera mágica, en la Reserva natural de Ásotthalm
- Bodoglár, rosa duradero, 1000 m, desde un punto en la carretera entre Tázlár y Bodoglár
- Bugac, Sendero de aves y árboles, 700 m, desde el Museo del pastor en Bugac.[14]
- Császártöltés, cangrejo rojo, 2000 m, desde el restaurante Csala-csárda
- Csólyospálos, bufonita, 3000 m. La bufonita o piedra de sapo es un fósil constituido por los dientes de un pez extinguido del género Scheenstia que se creía tenía poderes mágicos. Desde el cementerio de Csólyospálos.
- Dunapataj, alga verdeazulada, 2400 m desde la plaza Szittyó en Dunapataj.
- Dunatetétlen, Csárda Kurgan, pequeña elevación donde se refugiaba la gente en caso de inundación, en Dunatetétlen
- Dunatetétlen, Kentish Plover, 6000 m, al sur del canal nº 5 donde cruza con las carreteras 52 y 53
- Érsekhalma, fortificación oriental de Érsekhalma, en la reserva natural del mismo nombre
- Fülöpháza dunas, Dyer’s Alkanet, la planta Anchusa officinalis, 2000 m
- Fülöpháza dunas, Duna, 8000 m
- Fülöpszállás, Avocet, 1300 m , lago alcalino
- Izsák, Aqua Colun, 3480 m, en el lago Kolon.[15]
- Izsák, Bikatorok, 3000 m
- Kecel, Natura, 1000 m
- Kiskunhalas, Fejeték, 4000 m
- Kunadacs, orquídea
- Lakitelek, Cuckoo-pint, la planta Arum italicum, 1800 m
- Mórahalom, Bittern, 3500 m
- Mórahalom, Csipak, 3000 m
- Páhi, Orchid, 8000 m
- Pálmonostora, Grebe, 8000 m
- Pusztaszer, Monument of the Seven Chieftains,
- Szatymaz, Gull, 2000 m
- Tiszaalpár, Earthen Fortification
- Vaskút, Vaskút Kurgans